# Obchodní dům JEPA
Obchodní dům JEPA byl funkcionalistický multifunkční dům stojící od 30. do 80. let 20. století na východní straně náměstí Svobody v Brně (nynější č. 9). Byl postaven v roce 1933 na místě bývalého měšťanského domu s barokní fasádou. Stavebníky domu byli Karel a Robert Plučkovi, autorem projektu brněnský architekt Otto Eisler. Přízemí s prvním patrem bylo vyhrazeno obchodním účelům, v ostatních patrech pětipodlažní budovy se nacházely byty. Po 2. světové válce byl přejmenován na Dům nábytku.
Stavba trvala pouhé tři měsíce díky použití železobetonového skeletu s příměsí z bauxitového cementu. Ten umožňoval rychlou výstavbu i v zimním období, později se však výrazně snižovala jeho pevnost. Dne 20. listopadu 1944 byl dům poškozen spojeneckým bombardováním a následným požárem. O více než 40 let později, dne 21. května 1988 byl kvůli špatné statice stržen. Dalších 16 let po něm zůstala v domovním bloku proluka. Po roce 1989 totiž začaly vleklé soudní spory, které bránily jejímu zastavění. O pozemek se tehdy v restituci hlásil Štefan Plaček, spor však nakonec vyhrálo město Brno.

## Omega
V roce 2001 vyhlásila společnost Unistav architektonickou soutěž, když odkoupila pozemek od města za 34 milionů korun. V soutěži zvítězil ateliér Kuba & Pilař architekti, firma však chtěla dát přednost návrhu japonsko-německého ateliéru Cerno & Furuichi a stavba se na čas zablokovala, i kvůli námitkám památkářů a hygieniků. V roce 2004 získala pozemek za 30 milionů realitní kancelář Amadeus Real, která pověřila architektonickým návrhem vítěznou dvojici Ladislava Kuby a Tomáše Pilaře. I přes nesouhlas veřejného mínění byl vítězný návrh se skleněnou fasádou prosazen. Zajímavým prvkem na paláci Omega je jeho měnící se fasáda. Ve dne na ní figuruje šedozelené sklo s tmavými prvky, zatímco v noci je osvětlena a září chladnou zelenou barvou. Původně se dům měl jmenovat Amadeus, vzhledem k propojení s pasáží Alfa však bylo rozhodnuto o pojmenování Omega. Šestipodlažní palác Omega byl otevřen veřejnosti dne 18. ledna 2006.